# Vytautas Janušaitis
Vytautas Janušaitis (Kaunas, URSS, 13 de octubre de 1981) es un deportista lituano que compitió en natación.
Ganó una medalla de bronce en el Campeonato Europeo de Natación de 2008 y ocho medallas en el Campeonato Europeo de Natación en Piscina Corta entre los años 2004 y 2010.
Participó en tres Juegos Olímpicos de Verano, entre los años 2004 y 2012, ocupando el séptimo lugar en Atenas 2004, en la prueba de 200 m estilos.

## Palmarés internacional
| Campeonato Europeo                  | Campeonato Europeo       | Campeonato Europeo | Campeonato Europeo |
| Año                                 | Lugar                    | Medalla            | Prueba             |
| ----------------------------------- | ------------------------ | ------------------ | ------------------ |
| 2008                                | Eindhoven (Países Bajos) | Medalla de bronce  | 200 m estilos      |
| Campeonato Europeo en Piscina Corta |                          |                    |                    |
| Año                                 | Lugar                    | Medalla            | Prueba             |
| 2004                                | Viena (Austria)          | Medalla de bronce  | 200 m estilos      |
| 2005                                | Trieste (Italia)         | Medalla de plata   | 200 m estilos      |
| 2005                                | Trieste (Italia)         | Medalla de bronce  | 100 m estilos      |
| 2006                                | Helsinki (Finlandia)     | Medalla de plata   | 100 m estilos      |
| 2006                                | Helsinki (Finlandia)     | Medalla de plata   | 200 m estilos      |
| 2008                                | Rijeka (Croacia)         | Medalla de plata   | 200 m estilos      |
| 2009                                | Estambul (Turquía)       | Medalla de plata   | 200 m estilos      |
| 2010                                | Eindhoven (Países Bajos) | Medalla de plata   | 200 m estilos      |